# 洛基·柯拉維托
小洛可·多明尼哥·柯拉維托（英語：Rocco Domenico Colavito, Jr.，1933年8月10日—2024年12月10日），暱稱為洛基·柯拉維托（Rocky Colavito），生於美國紐約市，前美國職棒大聯盟右外野手。在大聯盟時期，曾使用過背號6，7或21，以在克里夫蘭印地安人期間的表現最為人所熟知。

## 生平
洛基·柯拉維托在紐約市布朗克斯長大，從小是紐約洋基隊的球迷，特別崇拜喬·迪馬喬。

## 外部連結
- 球員資訊和成績在MLB ，ESPN ，Retrosheet ，Baseball Reference ，Baseball Reference (Minors) ，Fangraphs ，The Baseball Cube ，Baseball Almanac （英文）

| 成就              | 成就                             | 成就             |
| ----------------- | -------------------------------- | ---------------- |
| 前任： Joe Adcock | 單場擊出四支全壘打 1959年6月10日 | 繼任： 威利·梅斯 |